# Delgermörön
Il Delgermörön (in mongolo Дэлгэрмөрөн Dėlgėrmôrôn) è un fiume della Mongolia del nord, che attraversa il territorio della provincia del Hôvsgôl. Ha la sua sorgente sui Monti Ulaan, nelle vicinanze del confine russo, e scorre per 445 km fino a congiungersi con l'Iderijn gol, confluendo insieme ad esso a formare il ben più lungo fiume Selenge. Il suo corso è ghiacciato per circa 120-170 giorni l'anno, ed è attraversato da due ponti: uno in ferro nel distretto (sum) di Bayanzürkh ed uno in cemento nei pressi della città di Môrôn.